# العلاقات الكازاخستانية الكورية الجنوبية
العلاقات الكازاخستانية الكورية الجنوبية هي العلاقات الثنائية التي تجمع بين كازاخستان وكوريا الجنوبية.

## مقارنة بين البلدين
هذه مقارنة عامة ومرجعية للدولتين:
| وجه المقارنة                                              | كازاخستان                      | كوريا الجنوبية                                                          |
| --------------------------------------------------------- | ------------------------------ | ----------------------------------------------------------------------- |
| المساحة (كم2)                                             | 2.72 مليون                     | 100.30 ألف                                                              |
| عدد السكان (نسمة)                                         | 17.95 مليون                    | 51.47 مليون                                                             |
| الكثافة السكانية (ن./كم²)                                 | 6.6                            | 513.16                                                                  |
| العاصمة                                                   | نور سلطان                      | سول                                                                     |
| اللغة الرسمية                                             | اللغة القازاقية، اللغة الروسية | اللغة الكورية                                                           |
| العملة                                                    | تينغ كازاخستاني                | وون كوري جنوبي                                                          |
| الناتج المحلي الإجمالي (بليون دولار)                      | 159.41 مليار                   | 1.53 تريليون                                                            |
| الناتج المحلي الإجمالي (تعادل القوة الشرائية) بليون دولار | 439.39 مليار                   | 1.75 تريليون                                                            |
| الناتج المحلي الإجمالي الاسمي للفرد دولار أمريكي          | 10.51 ألف                      | 27.22 ألف                                                               |
| الناتج المحلي الإجمالي للفرد دولار أمريكي                 | 24.23 ألف                      |                                                                         |
| مؤشر التنمية البشرية                                      | 0.788                          | 0.901                                                                   |
| رمز المكالمات الدولي                                      | +7                             | +82                                                                     |
| رمز الإنترنت                                              | .kz، .қаз ‏                     | .kr                                                                     |
| المنطقة الزمنية                                           | ت ع م+05:00، ت ع م+06:00       | توقيت كوريا الجنوبية، ت ع م+09:00، آسيا/سيول ‏، ت ع م+08:00، ت ع م+08:30 |

## مدن متوأمة
في ما يلي قائمة باتفاقيات التوأمة بين مدن كازاخستانية وكورية جنوبية:
- ترتبط نور سلطان مع سول باتفاقية توأمة منذ 1999.[17][18][17][18]
- ترتبط أوسكمان مع غانغننغ باتفاقية توأمة.

## منظمات دولية مشتركة
يشترك البلدان في عضوية مجموعة من المنظمات الدولية، منها:
| علم المنظمة | اسم المنظمة                               | تاريخ انضمام كازاخستان | تاريخ انضمام كوريا الجنوبية |
| ----------- | ----------------------------------------- | ---------------------- | --------------------------- |
|             | مؤسسة التمويل الدولية                     | 30 سبتمبر 1993         | 16 مارس 1964                |
|             | منظمة حظر الأسلحة الكيميائية              | ?                      | ?                           |
|             | يونسكو                                    | 22 مايو 1992           | 14 يونيو 1950               |
|             | الأمم المتحدة                             | 2 مارس 1992            | 17 سبتمبر 1991              |
|             | منظمة الشرطة الجنائية الدولية             | ?                      | ?                           |
|             | مجموعة الموردين النوويين                  | ?                      | ?                           |
|             | البنك الدولي للإنشاء والتعمير             | 23 يوليو 1992          | 26 أغسطس 1955               |
|             | الاتحاد البريدي العالمي                   | ?                      | ?                           |
|             | مؤسسة التنمية الدولية                     | 23 يوليو 1992          | 18 مايو 1961                |
|             | الفريق المعني برصد الأرض                  | ?                      | ?                           |
|             | بنك التنمية الآسيوي                       | 1994                   | 1966                        |
|             | المركز الدولي لتسوية المنازعات الاستشارية | 21 أكتوبر 2000         | 23 مارس 1967                |
|             | وكالة ضمان الاستثمار متعدد الأطراف        | 12 أغسطس 1993          | 12 أبريل 1988               |

## وصلات خارجية
- موقع وزارة الخارجية الكازاخستانية
- موقع وزارة الخارجية الكورية الجنوبية